# طيران أريك
طيران أريك هي شركة طيران نيجيرية تقوم برحلات محلية ودولية، وويقع مركزها في مطار مورتالا محمد الدولي بلاغوس ومطار نامدي أزيكيوي الدولي في أبوجا.

## الأسطول

### الأسطول الحالي

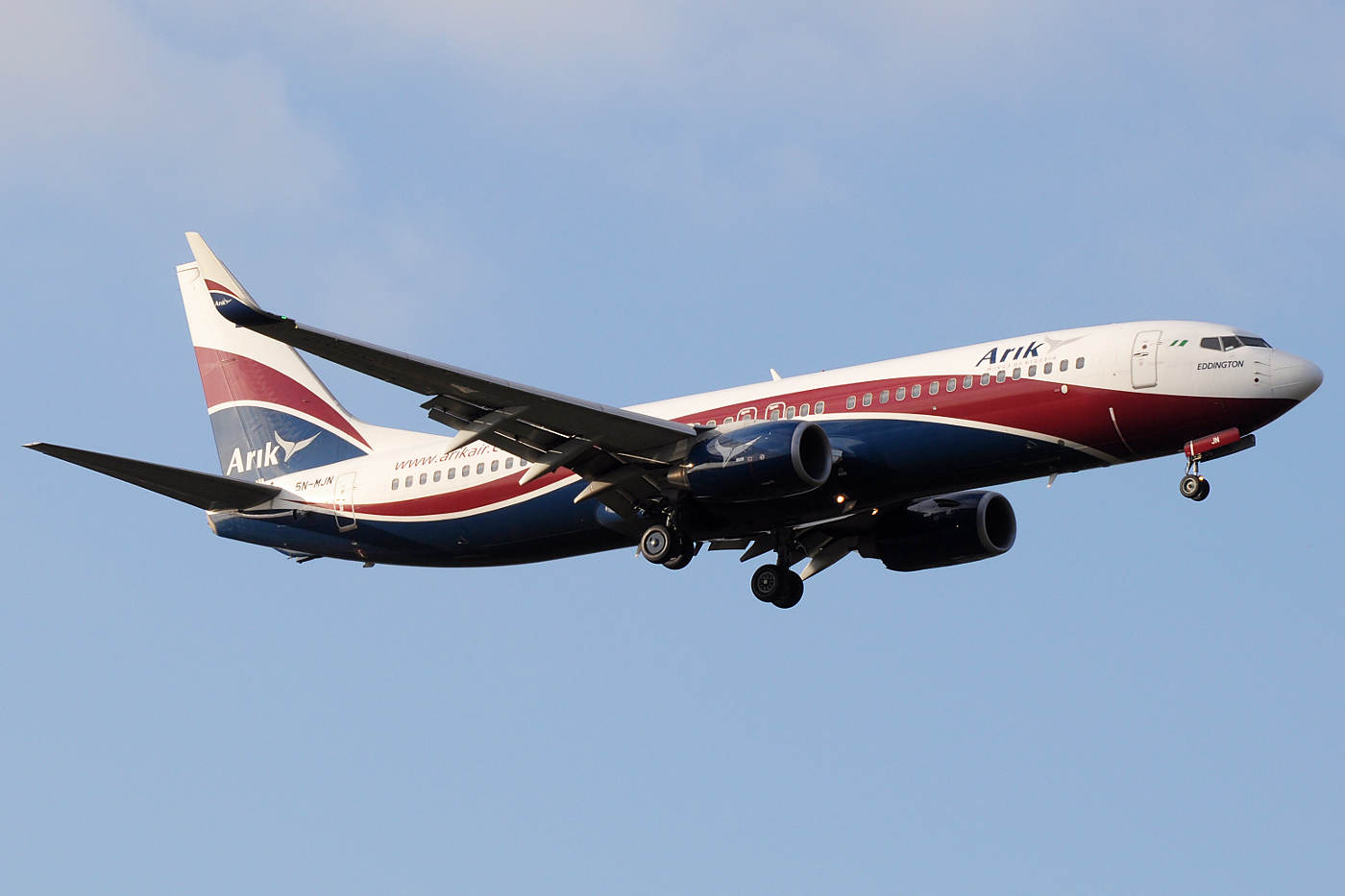
طائرة بوينغ 737 الجيل القادم تقلع من مطار لندن هيثرو

يتكون أسطول طيران أريك من الطائرات التالية في نوفمبر 2022:
| الطائرة                  | في الخدمة | مطلوبة | الركاب       | الركاب     | الركاب     | ملاحظات                 |
| الطائرة                  | في الخدمة | مطلوبة | رجال الأعمال | السياحية   | المجموع    | ملاحظات                 |
| ------------------------ | --------- | ------ | ------------ | ---------- | ---------- | ----------------------- |
| بوينغ 737 الجيل القادم   | 4         | —      | 12           | 112        | 124        |                         |
| بوينغ 737 الجيل القادم   | 4         | —      | 12           | 119        | 131        |                         |
| بوينغ 737 الجيل القادم   | 4         | —      | —            | 149        | 149        |                         |
| Boeing 737-800           | 3         | —      | 16           | 132        | 148        |                         |
| بوينغ 737 ماكس           | —         | 8      | يعلن لاحقًأ   | يعلن لاحقًأ | يعلن لاحقًأ |                         |
| بوينغ 787                | —         | 9      | يعلن لاحقًأ   | يعلن لاحقًأ | يعلن لاحقًأ | 2 حولو إلى بوينغ 747-8s |
| بومباردييه سي آر جيه 700 | 3         | —      | 10           | 65         | 75         |                         |
| بومباردييه داش 8         | 4         | —      | 10           | 62         | 72         |                         |
| المجموع                  | 14        | 17     |              |            |            |                         |

### الأسطول التاريخي
قامت شركة طيران إريك سابقًا بتشغيل الطائرات التالية:
| الطائرة                      | المجموع | أدخلت | سحبت | ملاحظات          |
| ---------------------------- | ------- | ----- | ---- | ---------------- |
| إيرباص إيه 330               | 4       | 2010  | 2017 |                  |
| إيرباص إيه 340               | 2       | 2009  | 2015 | تديرها هاي فلاي. |
| بومباردييه سي آر جيه 100/200 | 3       | 2007  | 2008 |                  |
| بومباردييه داش 8             | 3       | 2007  | 2010 |                  |
| فوكر 50                      | 5       | 2007  | 2011 |                  |

## الحوادث
- في 8 مارس 2018، أعلن طيار رحلة W3 304 من طراز بومباردييه داش 8 التابعة لطبران إريك من لاغوس إلى أكرا حالة الطوارئ عندما كشف عن مصدر غير معروف للدخان في المقصورة على بعد 81 ميلاً (70 ميل؛ 130 كم) من وجهتهم. هبطت بومباردييه داش 8 كيو 400 بسلام في غانا ولم يصب أي من الركاب أو أفراد الطاقم نتيجة للحادث.[8]